# Hustle de Memphis
Le Hustle de Memphis (Memphis Hustle en anglais) est une équipe de basket-ball professionnelle américaine de la NBA G League. L'équipe est affiliée aux Grizzlies de Memphis de la National Basketball Association (NBA). Domiciliée à Southaven (Mississippi), dans la banlieue de Memphis, l'équipe joue ses matchs à domicile au Landers Center.

## Historique
Le 23 janvier 2017, l'Energy de l'Iowa annonce son non-renouvellement de contrat d'affiliation hybride avec les Grizzlies de Memphis, au profit d'une affiliation avec les Timberwolves du Minnesota à compter de la saison 2017-18. Le même jour, les Grizzlies annonce qu'ils achètent une équipe d'expansion à Southaven, à environ 16 milles du centre-ville de Memphis et du FedExForum, de l'autre côté de la frontière Tennessee-Mississippi.
Le 30 mai 2017, Glynn Cyprien est annoncé comme premier entraîneur de l'équipe, et Chris Makris comme manager général. Le lendemain, l'équipe dévoile son nom ainsi que son logo.

### Logos

Logo du Hustle de Memphis (2017-présent)

## Affiliations
L'équipe est affiliée aux Grizzlies de Memphis 

## Résultats sportifs

### Palmarès
| Palmarès du Hustle de Memphis                    |
| - NBA Gatorade League - 2 participations - Néant |

### Saison par saison
| Hustle de Memphis         |                           |                           |    |    |      |                                        |  |
| 2017-2018                 | Midwest                   | 4e                        | 21 | 29 | .420 |                                        |  |
| 2018-2019                 | Central                   | 2e                        | 28 | 22 | .560 | Éliminé en demi-finales de conférence. |  |
| Bilan en saison régulière | Bilan en saison régulière | Bilan en saison régulière | 49 | 51 | .490 |                                        |  |
| Bilan en Playoffs         | Bilan en Playoffs         | Bilan en Playoffs         | 1  | 1  | .500 |                                        |  |

## Personnalités et joueurs du club

### Entraîneurs successifs
Le tableau suivant présente la liste des entraîneurs du club depuis 2017.
| # | Entraîneur         | Période   | Saison régulière | Saison régulière | Saison régulière | Saison régulière | Playoffs | Playoffs | Playoffs | Playoffs | Récompenses |
| # | Entraîneur         | Période   | M                | V                | D                | %                | M        | V        | D        | %        | Récompenses |
| - | ------------------ | --------- | ---------------- | ---------------- | ---------------- | ---------------- | -------- | -------- | -------- | -------- | ----------- |
| 1 | Glynn Cyprien (en) | 2017-2018 | 50               | 21               | 29               | .420             | -        | -        | -        | -        |             |
| 2 | Brad Jones. (en)   | 2018-     | 50               | 28               | 22               | .560             | 2        | 1        | 1        | .500     |             |

### Effectif actuel (2017-2018)
Yuta Watanabe

### Joueurs célèbres ou marquants
.